# Пекинский международный автосалон
Пекинский международный автосалон (кит. 北京国际汽车展览会) или Auto China — международная выставка автомобилей и технологий, проходящая раз в два года в Пекине, Китай. Мероприятие было основано и впервые проведено в 1990 году. В настоящее время автошоу входит в тройку наиболее крупных в мире наряду с Франкфуртским и Детройтским. Это связано с тем, что Китай является самым крупным и быстрорастущим автомобильным рынком в мире, в связи с чем большое количество автопроизводителей (как местных, так и иностранных) стремится участвовать в мероприятии и организовывать в рамках него премьеры собственной новой или обновлённой продукции. Организатором выставки является Китайский совет по содействию международной торговле.

## История
Пекинский международный автосалон был учреждён в 1990 году и с тех пор проходит в китайской столице раз в два года, чередуясь с другим крупным китайским автошоу — Шанхайским автосалоном. В 2014 году автосалон посетили свыше 850 тысяч посетителей.
В 2016 году шоу проводилось с 25 апреля по 4 мая. Спонсорами автосалона выступили Китайская федерация машиностроения (CMIF), Китайская национальная машиностроительная корпорация (SINOMACH), Китайский комитет содействия развитию международной торговли (CCPIT) и Ассоциация автопроизводителей КНР (CAAM). Организаторами выставки являются автомобильный комитет CCPIT (CCPIT-Auto), Китайская международная корпорация автомобильной индустрии (CNAICO), Китайский международный выставочный центр и Сообщество автомобильных инженеров Китая (SAE). В рамках мероприятия были представлены образцы легковых автомобилей различных мировых производителей, грузовики, электромобили и гибридные транспортные средства, а также различные запчасти и аксессуары.